# Nocomis raneyi
Nocomis raneyi és una espècie de peix cipriniforme de la família dels ciprínids.

## Morfologia
Els mascles poden assolir els 32 cm de longitud total.

## Distribució geogràfica
Es troba a Nord-amèrica: des de Virgínia fins a Carolina del Nord.